# VK Humenné
VK Chemes Humenné – słowacki męski klub siatkarski (jednosekcyjny) z siedzibą w Humenné, założony w 1996 roku pod nazwą Linda Chemes Humenné. Czterokrotny mistrz kraju, trzykrotny zdobywca Pucharu Słowacji, brązowy medalista ligi środkowoeuropejskiej (2014).
Po raz ostatni w słowackiej Extralidze klub wystartował w sezonie 2014/2015.
Tytularnym sponsorem klubu była firma Chemes.

## Dotychczasowe nazwy
- 1996-2002 – Linda Chemes Humenné
- 2002-2011 – VK Chemes Humenné
- 2011-2014 – ŠK Chemes Humenné
- 2014-2015 – ŠK Chemes Spišská Nová Ves

## Historia
Pierwsze męskie drużyny siatkarskie w Humenné powstały w latach 30. XX wieku. Głównym ośrodkiem, w którym rozwijała się siatkówka, był ruch skautowy TJ SOKOL. Po II wojnie światowej w Humenné istniały następujące kluby siatkarskie: TJ Tatran, Chemko, LCHZZ oraz Chemlon.
12 czerwca 1996 roku zarejestrowany został klub Linda Chemes Humenné. Od początku swojego istnienia występował on w najwyższej klasie rozgrywkowej na Słowacji. 5 grudnia 2002 roku zmieniono nazwę klubu na VK Chemes Humenné. W sezonie 2005/2006 zespół został wicemistrzem Słowacji. W sezonie 2007/2008 zdobył swój pierwszy tytuł mistrzowski, natomiast w sezonie 2008/2009 po raz pierwszy zwyciężył w rozgrywkach o Puchar Słowacji.
Od sezonu 2011/2012 występował pod nazwą ŠK Chemes Humenné. W grudniu 2014 roku ze względu na zakończenie współpracy z władzami miasta Humenné klub przeniósł się do Nowej Wsi Spiskiej i do końca sezonu 2014/2015 występował pod nazwą ŠK Chemes Spišská Nová Ves.
W sezonie 2015/2016 męski zespół nie został zgłoszony do rozgrywek ligowych.

## Bilans sezonów
| Sezon     | Rozgrywki ligowe | Rozgrywki ligowe | Puchar Słowacji | MEVZA       | Puchary europejskie                                     |
| Sezon     | Poziom           | Miejsce          | Puchar Słowacji | MEVZA       | Puchary europejskie                                     |
| --------- | ---------------- | ---------------- | --------------- | ----------- | ------------------------------------------------------- |
| 1996/1997 | I liga           | 8. miejsce       |                 |             |                                                         |
| 1997/1998 | Extraliga        | 5. miejsce       |                 |             |                                                         |
| 1998/1999 | Extraliga        | 8. miejsce       |                 |             |                                                         |
| 1999/2000 | Extraliga        | 8. miejsce       |                 |             |                                                         |
| 2000/2001 | Extraliga        | 6. miejsce       |                 |             |                                                         |
| 2001/2002 | Extraliga        | 7. miejsce       |                 |             |                                                         |
| 2002/2003 | Extraliga        | 5. miejsce       | ?               |             |                                                         |
| 2003/2004 | Extraliga        | 5. miejsce       | ?               |             |                                                         |
| 2004/2005 | Extraliga        | 5. miejsce       | ?               |             |                                                         |
| 2005/2006 | Extraliga        | 2. miejsce       | ?               |             |                                                         |
| 2006/2007 | Extraliga        | 3. miejsce       | ?               | 10. miejsce | Puchar CEV - faza grupowa                               |
| 2007/2008 | Extraliga        | 1. miejsce       | 2. miejsce      |             |                                                         |
| 2008/2009 | Extraliga        | 2. miejsce       | 1. miejsce      | 6. miejsce  | Puchar Challenge - I runda                              |
| 2009/2010 | Extraliga        | 1. miejsce       | 2. miejsce      | 8. miejsce  | Puchar Challenge - 1/8 finału                           |
| 2010/2011 | Extraliga        | 2. miejsce       | 1. miejsce      | 6. miejsce  | Puchar Challenge - II runda                             |
| 2011/2012 | Extraliga        | 1. miejsce       | półfinał        | 4. miejsce  | Puchar Challenge - II runda                             |
| 2012/2013 | Extraliga        | 2. miejsce       | 2. miejsce      | 5. miejsce  | Puchar CEV - 1/16 finału Puchar Challenge - 1/16 finału |
| 2013/2014 | Extraliga        | 1. miejsce       | 1. miejsce      | 3. miejsce  | Puchar Challenge - II runda                             |
| 2014/2015 | Extraliga        | 4. miejsce       | półfinał        |             | Puchar Challenge - 1/8 finału                           |

Poziom rozgrywek:
     pierwszy poziom

## Osiągnięcia
- Mistrzostwa Słowacji:
  -  1. miejsce (4x): 2008, 2010, 2012, 2014
  -  2. miejsce (4x): 2006, 2009, 2011, 2013
  -  3. miejsce (1x): 2007
- Puchar Słowacji:
  -  1. miejsce (3x): 2009, 2011, 2014
  -  2. miejsce (3x): 2008, 2010, 2013
- Liga Środkowoeuropejska:
  -  3. miejsce (1x): 2014
- Puchar Czesko-Słowacki:
  -  2. miejsce (1x): 2011

## Polacy w zespole
| Lata gry  | Imię i nazwisko     |
| --------- | ------------------- |
| 2012-2014 | Mikołaj Sarnecki    |
| 2012-2013 | Marcin Kryś         |
| 2013-2014 | Mateusz Leszczawski |

## Kadra
Sezon 2013/2014
- Pierwszy trener: Richard Vlkolinský
- Asystent trenera: Dávid Šalata

| Nr | Imię i nazwisko     | Data ur. | Wzrost | Pozycja      |
| -- | ------------------- | -------- | ------ | ------------ |
| 1  | Milan Javorčík      | 1985     | 190    | przyjmujący  |
| 2  | Milan Lízala        | 1991     | 195    | przyjmujący  |
| 3  | Mikołaj Sarnecki    | 1987     | 201    | atakujący    |
| 4  | Jakub Bališin       | 1990     | 201    | środkowy     |
| 5  | Milan Mizerák       | 1982     | 196    | środkowy     |
| 6  | Martin Pavelka      | 1992     | 194    | przyjmujący  |
| 7  | Jakub Hriňák        | 1990     | 189    | rozgrywający |
| 8  | Radosław Szymczak   | 1982     | 185    | libero       |
| 9  | Peter Mlynarčík     | 1991     | 200    | atakujący    |
| 10 | Peter Beňa          | 1978     | 195    | przyjmujący  |
| 11 | Jakub Joščák        | 1980     | 204    | środkowy     |
| 13 | Mateusz Leszczawski | 1988     | 200    | rozgrywający |
| 15 | Miroslav Jakubov    | 1987     | 198    | przyjmujący  |
| 17 | Róbert Boldy        | 1994     | 180    | libero       |